# Trankwice
Trankwice  (deutsch Trankwitz, früher Trankwitz oder Trankwitze) ist ein Dorf in der Landgemeinde (Gmina) Stary Targ (Altmark) im Powiat Sztumski (Stuhmer Kreis) der polnischen Woiwodschaft Pommern.

## Geographische Lage
Das Dorf liegt im ehemaligen Westpreußen, etwa 16 Kilometer nordöstlich von Stuhm (Sztum), 16 Kilometer südöstlich von Marienburg (Malbork) und zehn Kilometer nordwestlich von Christburg (Dzierzgoń).

## Geschichte

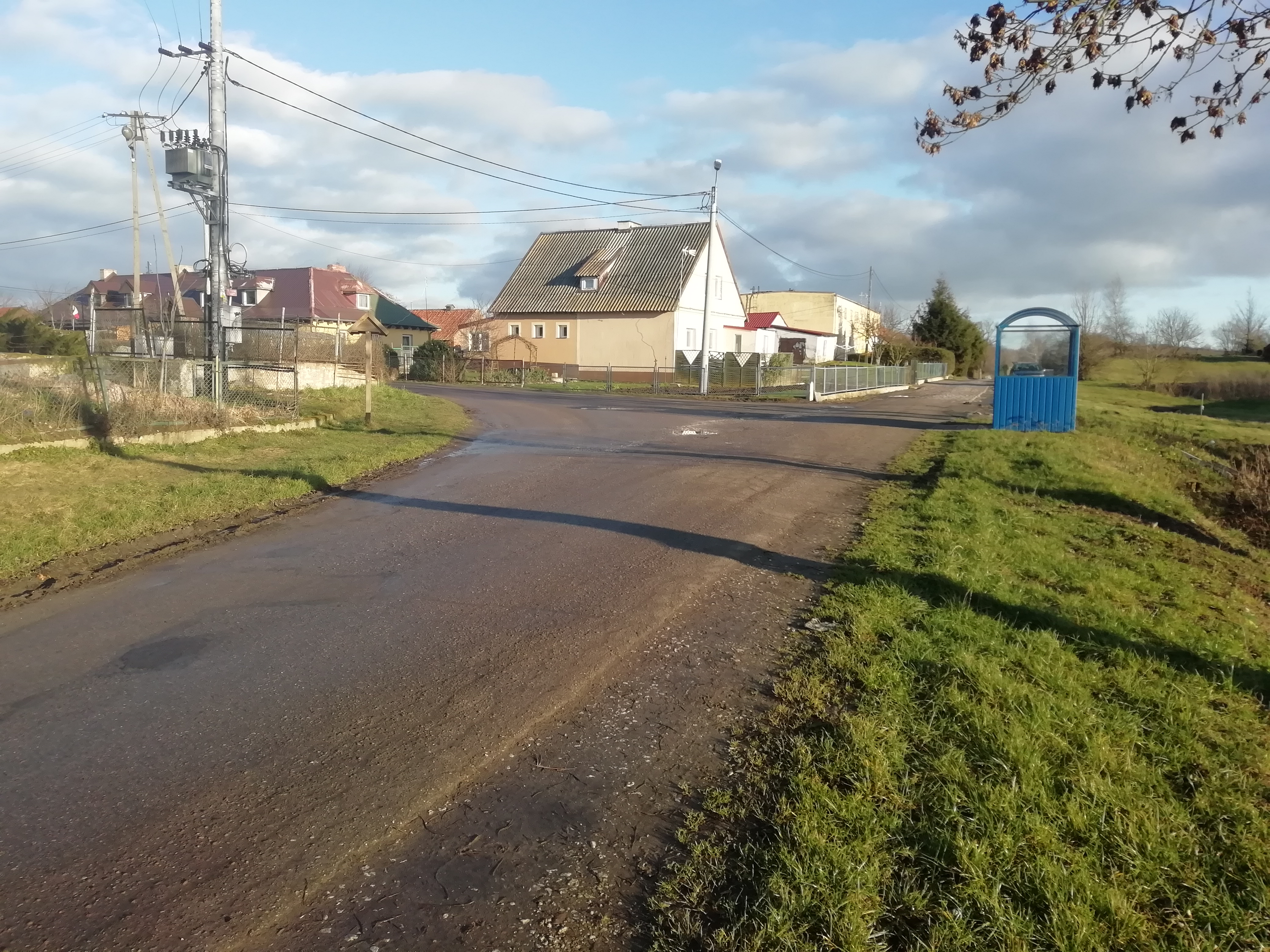
Häuser beim Ortszentrum (Januar 2020)

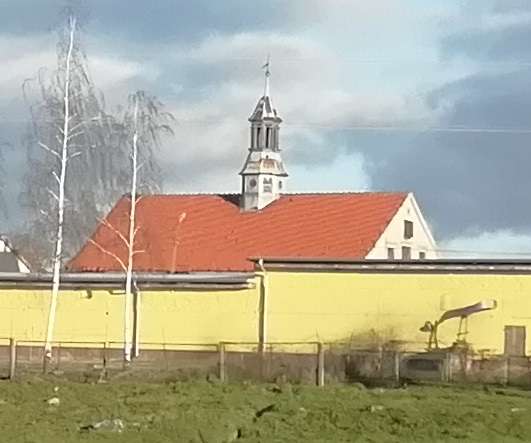
Restauriertes ehemaliges Speichergebäude (Januar 2020)

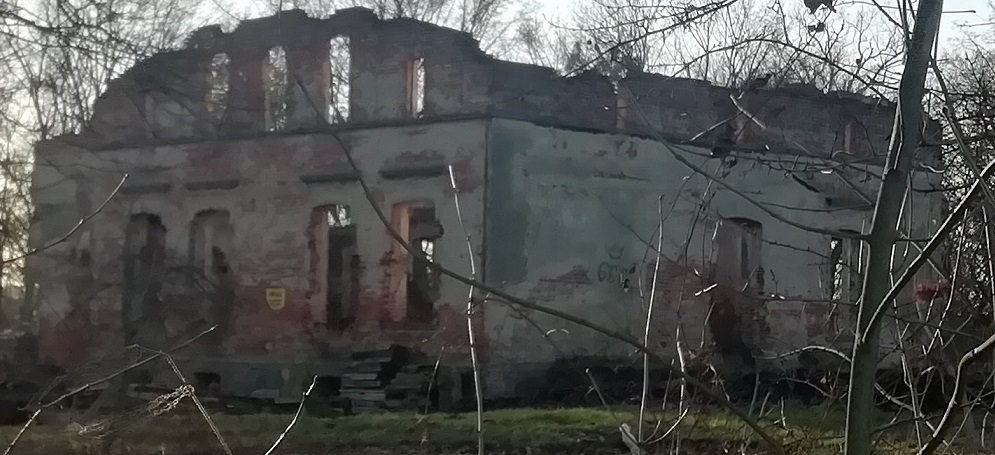
Ruine des ehemaligen Gutshauses des Guts Trankwitz (Januar 2020)

Ältere Ortsbezeichnungen sind Trankotin (1321), Trankatin (1354), Trankot (1437) und Trankwitz (1515). Zur Ordenszeit wird 1321 am Ambrosius-Tag dem getreuen Preußen Witko, Sohn des Mincze, das Feld Semmolanx oder Witchen gegeben. In dieser Gegend entstand später das Gut Trankwitz.
Besitzer des Ritterguts Trankwitz mit Ziegelei um 1896 war Otto von Kries.
Am 1. April 1927 hatte der Gutsbezirk Groß Trankwitz eine Flächengröße von 575 Hektar.
Am 30. September 1928 wurden die Gutsbezirke Buchwalde, Telkwitz, Choyten (seit 1929 Koiten) und Trankwitz zur neuen Landgemeinde Trankwitz zusammengeschlossen.
Im Jahr 1945 gehörte die Landgemeinde Trankwitz zum Landkreis Stuhm im Regierungsbezirk Marienwerder im Reichsgau Danzig-Westpreußen des Deutschen Reichs. Trankwitz war dem  Amtsbezirk Troop zugeordnet.
Im Januar 1945 wurde Trankwitz von der Roten Armee besetzt. Nach Beendigung der Kampfhandlungen wurde die Region seitens der sowjetischen Besatzungsmacht zusammen mit ganz Hinterpommern und der südlichen Hälfte Ostpreußens – militärische Sperrgebiete ausgenommen – der Volksrepublik Polen zur Verwaltung überlassen. Es wanderten nun Polen zu. Trankwitz wurde unter der polnischen Ortsbezeichnung „Trankwice“ verwaltet. Die einheimische Bevölkerung wurde von der polnischen Administration mit wenigen Ausnahmen aus Trankwitz vertrieben.

### Demographie
| Jahr | Einwohner | Anmerkungen |
| ---- | --------- | --- |
| 1783 | –         | adliges Gut, 14 Feuerstellen (Haushaltungen), in Westpreußen                                                        |
| 1818 | 095       | Dorf, adlige Besitzung                                                                                              |
| 1864 | 194       | Rittergut, darunter 112 Evangelische und 82 Katholiken                                                              |
| 1885 | 194       | am 1. Dezember, davon 153 Evangelische, 40 Katholiken und ein sonstiger Christ                                      |
| 1910 | 190       | Landgemeinde, am 1. Dezember, darunter 64 Evangelische und 122 Katholiken; 55 Personen mit polnischer Muttersprache |
| 1925 | 197       | Gutsbezirk, am 16. Juni                                                                                             |
| 1933 | 693       | [ 10 ] |
| 1939 | 610       | [ 10 ] |

## Kirche
Die Protestanten der hier bis 1945 anwesenden Dorfbevölkerung gehörten zur evangelischen Pfarrei Stalle.